# Ніна Ґеорґе
Ніна Ґеорґе (* 30 серпня 1973) — німецька письменниця, журналістка та викладачка. Авторка книжки «Маленька паризька книгарня», міжнародного бестселера, який станом на  2015 було перекладено понад 28 мовами й продано понад 500 тис. примірників. Вона опублікувала 26 книг (романи та нон-фікшн), а також понад 100 оповідань і понад 600 колонок. Ґеорґе працювала поліційною репортеркою, колумністкою і відповідальною редакторкою для багатьох видань, зокрема Hamburger Abendblatt, Die Welt, Der Hamburger, а також TV Movie і Federwelt.
Ґеорґе також пише під трьома псевдонімами. Під псевдонімом Енн Вест вона пише нон-фікшн про любов, сексуальність та еротику. Під своїм шлюбним ім'ям Ніна Крамер вона написала трилер у 2008 році. Також писала детективні романи у співавторстві під псевдонімом Жан Баньоль.
У 2012 і 2013 роках вона здобула премії DeLiA і Glauser Prize. Її першим бестселером став роман «Маленька паризька книгарня» (вперше опублікований німецькою як Das Lavendelzimmer 2 травня 2013 року). Письменниця переїхала до Конкарно у Франції, де зараз живе з чоловіком.
Ґеорґе є членкинею адміністративної ради Організації колективного управління VG Wort. Також очолює робочу групу VG-Wort 'e-Book'.

## Життя та творчість
Ніна Ґеорґе народилася у Білефельді. Вона кинула школу, і з 14 років працювала в різних закладах громадського харчування. 1993 року почала писати як незалежна журналістка та колумністка для таких журналів, як Cosmopolitan, Penthouse, TV Movie і Frau im Trend. 1997 року написала книгу «Хороші дівчата роблять це в ліжку, погані всюди» під псевдонімом Енн Вест. Жила в Гамбурзі. 2008 року вона знялася під іменем Ніна Крамер у фільмі «Трилер: Життя без мене» про жіноче репродуктивне здоров’я.
Ґеорґе є членкинею ПЕН-клубу, Das Syndikat (асоціація німецькомовних письменників кримінального жанру), Асоціації німецьких авторів (VS), Гамбурзької асоціації письменників (HAV), BücherFrauen (Жінки у видавництві), IACW/AIEP (Міжнародна асоціація авторів кримінального жанру), GEDOK (Асоціація художниць у Німеччині), PRO QUOTE та Lean In. Ніна Ґеорґе є членкинею правління Ради письменників і перекладачів трьох морів (TSWTC), члени якої походять із 16 різних країн.
2014 року вона виступила з програмною промовою у Берліні на Конференції німецьких письменників перед 140 письменниками-учасниками.
Ніна Ґеорґе викладає письмо в Літературному бюро Унни, Академії мистецтв Альстердамма, та соціокультурному центрі «Вільгельмсбурська медова фабрика», де навчає молодь, дорослих та професійних авторів.
Після смерті батька вона написала напівавтобіографічний роман «Маленька паризька книгарня», у якому розповідається про бібліотерапію, страх смерті та те, як цей страх заважає нам жити повноцінним життям, процес горювання та подорож на річковому кораблі з Парижа у бічний канал Луари, через Санарі-сюр-Мер, на південь від Провансу. У її романі є металітературні посилання на багато відомих літературних творів й авторів, зокрема ідею Еріха Кестнера про список книг як ліків проти різних недуг. Наприкінці є додаток, у якому вона пропонує список книг в алфавітному порядку і пояснення, для чого вона їх рекомендує, починаючи з «Автостопом по Галактиці» Дугласа Адамса. Письменниця черпає натхнення для літературної діяльності у читанні Йона Калмана Стефанссона, Анни Гавальди, Домініка Манотті, Еріки Йонг та Доротеї Бранде.

## Праці

### Під іменем Ніна Ґеоґе
- 2019 Книга снів, роман
- 2017 Маленьке бретонське бістро, роман
- 2013 Маленька паризька книгарня, роман, Crown, ISBN 9780553418774
- 2010 Місячний гравець, Knaur, ISBN 3-426-66336-8 - здобув нагороду Delia 2011 — літературну премію за найкращий німецький роман минулого року від Друзів німецької романтичної літератури
- 2008 Як до біса, Fischer, Франкфурт,ISBN 3-596-17435-X.
- 2005 Словник чоловіків, Lappan,ISBN 3-8303-3123-1.
- 2003 Шлях воїна, Droemer Knaur, ISBN 3-426-27309-8.
- 2003 Jack, Queen, Checked, Death, Hamburger Abendblatt,ISBN 3-921305-12-8.
- 2001 No Sex, No Beer and Lots of Dead, Droemer Knaur, ISBN 3-426-61844-3.

### Під псевдонімом Енн Вест
- 2009 Про що мріють жінки і як цього досягти, Droemer Knaur, ISBN 3-426-78338-X
- 2009 Секс для просунутих лижників, Droemer Knaur, ISBN 3-426-78222-7
- 2009 Feeling - the feeling, Droemer Knaur, ISBN 3-426-78023-2
- 2009 Абсолютний секс, Droemer Knaur, ISBN 3-426-78236-7
- 2007 Sex Goddesses Manual, Droemer Knaur, ISBN 3-426-77953-6
- 2006 One Day Sex, Knaur, ISBN 3-426-64448-7
- 2006 Ефект Венери, Droemer Knaur, ISBN 3-426-77900-5
- 2005 Перша допомога для закоханих, Droemer Knaur, ISBN 3-426-77764-9
- 2004 Брудні історії,Droemer Knaur, ISBN 3-426-62672-1
- 2003 Камасутра без грижі, як співавторка. Droemer Knaur, ISBN 3-426-62288-2
- 2003 Чому чоловіки такі швидкі, а жінки просто прикидаються, Droemer Knaur, ISBN 3-426-62468-0
- 1998 Хороші дівчата роблять це в ліжку, погані — всюди, Droemer Knaur, ISBN 3-426-60930-4

### Під псевдонімом Жан Баньоль
- Комісар Мазан і сліпий ангел, Droemer Knaur, 2015ISBN 978-3426516539
- Комісар Мазан і спадкоємці маркіза, Droemer Knaur, 2013ISBN 978-3426514238

## Зовнішні посилання
- Офіційний сайт Ніни Ґеорґе
- Interview with Nina George